# Сергино (Октябрський район)
Се́ргино (рос. Сергино) — селище у складі Октябрського району Ханти-Мансійського автономного округу Тюменської області, Росія. Адміністративний центр та єдиний населений пункт Сергинського сільського поселення.
Населення — 1684 особи (2017, 1708 у 2010, 1374 у 2002).
Національний склад станом на 2002 рік: росіяни — 70 %.